# Stazione di Diecimo-Pescaglia
Stazione di Diecimo-Pescaglia vasútállomás Olaszországban, Borgo a Mozzano településen.

## Vasútvonalak
Az állomást az alábbi vasútvonalak érintik:
- Aulla Lunigiana–Lucca-vasútvonal

## Kapcsolódó állomások
A vasútállomáshoz az alábbi állomások vannak a legközelebb:
- Stazione di Borgo a Mozzano
- Stazione di Piaggione